# Delray Beach International Tennis Championships 2004
Delray Beach International Tennis Championships 2004 — тенісний турнір, що проходив на кортах з твердим покриттям у місті Delray Beach, USA з 13 вересня. Належав до категорії International Series, був турніром серії Delray Beach Open 2004 року.

## Фінальна частина

### Одиночний розряд
Рікардо Мелло —  Вінс Спейдія 7–6(7–2), 6–3

### Парний розряд
Леандер Паес /  Радек Штепанек —  Гастон Етліс /  Мартін Родрігес 6–0, 6–3